# 雷德威洛溪
雷德威洛溪（英語：Red Willow Creek）是里帕布利肯河的一条支流，长约126-英里（203-），意譯為「紅柳溪」，是達科他語「紅梗木溪」Chanshasha Wakpala的誤譯的。